# Ésimésac
Série
Babine
(2008) L'Arracheuse de temps
(2021)
Pour plus de détails, voir Fiche technique et Distribution.
Ésimésac est un film fantastique québécois réalisé par Luc Picard et écrit par Fred Pellerin, sorti le 30 novembre 2012.
Ce film est la suite de Babine (2008).

## Synopsis
Ce film est l'histoire d'un petit village de la Mauricie appelé Saint-Élie-de-Caxton dans la période de la crise économique du début des années 1930. Madame Gélinas, victime du manque de contraceptifs, a retenu l'accouchement de son fils pendant 15 ans, car c'était le seul moyen d'arrêter les grossesses à cette époque. Finalement naît le jeune Ésimésac, qui a l'air beaucoup plus vieux que son âge et se trouve doté d'une force extraordinaire, qui va finir par apporter une grande aide au village. Ils ont tous l'idée de bâtir un jardin communautaire, à l'aménagement duquel participent tous les villageois, ce qui ne manque pas d'attirer l'attention de la fille du forgeron Riopel. Lorsque la compagnie de chemin de fer arrive et laisse croire aux villageois que le train pourrait s'arrêter chez eux, les villageois commencent déjà à s'imaginer riches. Le forgeron, Ésimésac et les ouvriers se mettent donc au travail pour produire des rails à bon prix pour le chemin de fer, mais Marie, la grande sœur d'Ésimésac, pense toujours au jardin communautaire.

## Fiche technique
Sources : Films du Québec et Éléphant Cinéma
- Titre original : Ésimésac
- Réalisation : Luc Picard
- Scénario : Fred Pellerin
- Musique : Michel Corriveau (en)
- Direction artistique : Nicolas Lepage (en)
- Costumes : Carmen Alie
- Photographie : François Dutil
- Son : Pierre Bertrand
- Montage : Yvann Thibaudeau
- Production : Lorraine Richard et Luc Martineau
  - Production déléguée : Martha Fernandez
  - Production exécutive : Daniel Proulx et Richard Speer
- Studio de production : Cité-Amérique
- Société de distribution : Alliance Vivafilm
- Budget : 6,7 millions $
- Durée : 104 minutes
- Pays :  Canada
- Langue : français
- Format : couleur
- Dates de sortie : 
  - Québec : 19 novembre 2012 (première régionale à Saint-Élie-de-Caxton) ; 27 novembre 2012 (première officielle)[3],[4] ; 30 novembre 2012 (sortie en salles)
- Classification :
  - Québec : Visa général[5]

## Distribution
Sauf indication contraire, les informations mentionnées dans cette section peuvent être confirmées par la base de données cinématographiques IMDb,  présente dans la section « Liens externes ».
- Nicola-Frank Vachon : Ésimésac Gélinas
- Luc Picard : Toussaint Brodeur
- Gildor Roy : le forgeron Riopel
- Sophie Nélisse : Marie Gélinas
- Maude Laurendeau : Lurette Riopel
- Marie-Chantal Perron : Jeanette Brodeur
- Marie Brassard : Mme Gélinas
- René Richard Cyr : Méo Bellemare
- Isabel Richer : la sorcière
- Fred Pellerin : le narrateur
- Alain Sauvage : le curé flambant
- Denis Trudel : Hubert

## Bande originale
La bande originale du film, comptant 12 morceaux, est composée par Michel Corriveau (en), à l'origine de la trame sonore des films Bon Cop, Bad Cop (2006) et Piché, entre ciel et terre (2010). Elle paraît sur les plateformes de streaming musical le 13 novembre 2013.
| Liste des morceaux | Liste des morceaux    | Liste des morceaux | Liste des morceaux | Liste des morceaux | Liste des morceaux | Liste des morceaux | Liste des morceaux | Liste des morceaux | Liste des morceaux |
| No                 | Titre                 | Durée              |                    |                    |                    |                    |                    |                    |                    |
| ------------------ | --------------------- | ------------------ | ------------------ | ------------------ | ------------------ | ------------------ | ------------------ | ------------------ | ------------------ |
| 1.                 | Sur ses épaules       | 1:59               |                    |                    |                    |                    |                    |                    |                    |
| 2.                 | Maudit qu'il est fort | 1:46               |                    |                    |                    |                    |                    |                    |                    |
| 3.                 | Marie                 | 1:07               |                    |                    |                    |                    |                    |                    |                    |
| 4.                 | Tournoi de dames      | 3:40               |                    |                    |                    |                    |                    |                    |                    |
| 5.                 | La sorcière           | 1:35               |                    |                    |                    |                    |                    |                    |                    |
| 6.                 | Le pétale perdu       | 3:43               |                    |                    |                    |                    |                    |                    |                    |
| 7.                 | Ésimésac              | 2:22               |                    |                    |                    |                    |                    |                    |                    |
| 8.                 | L'hiver               | 2:59               |                    |                    |                    |                    |                    |                    |                    |
| 9.                 | Le train de Riopel    | 1:55               |                    |                    |                    |                    |                    |                    |                    |
| 10.                | La force d'Ésimésac   | 2:26               |                    |                    |                    |                    |                    |                    |                    |
| 11.                | Marie est malade      | 0:57               |                    |                    |                    |                    |                    |                    |                    |
| 12.                | La force du nombre    | 6:20               |                    |                    |                    |                    |                    |                    |                    |
| 30:54              |                       |                    |                    |                    |                    |                    |                    |                    |                    |

## Distinctions
En mars 2013, Ésimésac est nommé dans cinq catégories aux prix Jutra. Lors de la cérémonie, Carmen Alie reçoit le prix Jutra des meilleurs costumes pour son travail sur le film.
| Année      | Cérémonie ou récompense     | Prix                  | Nommé(es) | Résultat |
| ---------- | --------------------------- | --------------------- | --------- | -------- |
| 2013       |                             |                       |           |          |
| Prix Jutra | Meilleur acteur de soutien  | Gildor Roy            | Nommé     |          |
| Prix Jutra | Meilleure musique originale | Michel Corriveau (en) | Nommé     |          |
| Prix Jutra | Meilleurs costumes          | Carmen Alie           | Lauréate  |          |
| Prix Jutra | Meilleur maquillage         | Kathryn Casault       | Nommée    |          |
| Prix Jutra | Meilleure coiffure          | Denis Parent          | Nommé     |          |